# Cherrueix
Cherrueix (tiếng Breton: Kerruer, Gallo: Chaéruér) là một xã của tỉnh Ille-et-Vilaine, thuộc vùng Bretagne, miền tây bắc nước Pháp.

## Dân số
Người dân ở Cherrueix được gọi là Chérullais.
| 1962                                            | 1968 | 1975 | 1982 | 1990 | 1999 | 2007        |
| ----------------------------------------------- | ---- | ---- | ---- | ---- | ---- | ----------- |
| 929                                             | 997  | 1030 | 1016 | 983  | 955  | 1150 (est.) |
| Starting in 1962: Population without duplicates |      |      |      |      |      |             |